# دیگو پینییرو
دیگو پینییرو (انگلیسی: Diego Piñeiro؛ زادهٔ ۱۳ فوریهٔ ۲۰۰۴) بازیکن فوتبال اهل اسپانیا است که در حال حاضر برای باشگاه فوتبال رئال مادرید کاستیا بازی می‌کند. 
وی همچنین در تیم‌های ملی فوتبال زیر ۱۸ سال اسپانیا و زیر ۱۹ سال اسپانیا بازی کرده است.